# Oro Win
Oro Win, maleno pleme Chapacuran Indijanaca nastanjeno na gornjem toku rijeke Pacaas-Novos, pritoci Mamoré, u brazilskoj državi Rondônia. Za genocid nad ovim plemenom odgovoran je izvjesni Manoel Lucindo da Silva. Masakr nad njima izvršen je kolovozu 1963. U suvremeno vrijeme njih pedesetak (55 etničkih 1998.) živi na rezervatu Rio Negro-Ocaia. Sami sebe nazivaju Oro Towati’.